# منتخب كتالونيا لدوري الرغبي
منتخب كتالونيا الوطني لدوري الرغبي هو ممثل كتالونيا الرسمي في المنافسات الدولية في دوري الرغبي .